# Refractor Engine

Игры, созданные на движке Refractor Engine. Первый кадр — Battlefield Vietnam (2004), выполненный в реалистичном стиле, второй — Battlefield Heroes (2009) в стиле мультипликации.

Refractor Engine — игровой движок, созданный стокгольмской студией Refraction Games, и впервые использованный в собственной игре Codename Eagle, вышедшей в ноябре 1999 года. Позднее компания была приобретена Digital Illusions CE и Electronic Arts, с целью совместной разработки новой версии движка — Refractor 2 Engine, для известной серии игр Battlefield. 
На протяжении выпуска игр серии Battlefield, технология многократно дорабатывалась, вводились новые возможности и графические эффекты. Преемником технологии Refractor является игровой движок Frostbite Engine, который используется в продолжении игр серии Battlefield.

## Игры, использующие Refractor Engine

### Refractor 1
- 1999 — Codename: Eagle
- 2002 — Rallisport Challenge
- 2002 — Battlefield 1942
  - 2003 — Battlefield 1942: The Road to Rome
  - 2003 — Battlefield 1942: Secret Weapons of WWII
- 2004 — Battlefield Vietnam
  - 2006 — Battlefield Vietnam Redux

### Refractor 2
- 2005 — Battlefield 2
  - 2006 — Battlefield 2: Special Forces
- 2006 — Battlefield 2142
- 2009 — Battlefield Heroes
- 2011 — Battlefield Play4Free[2]